# Grey

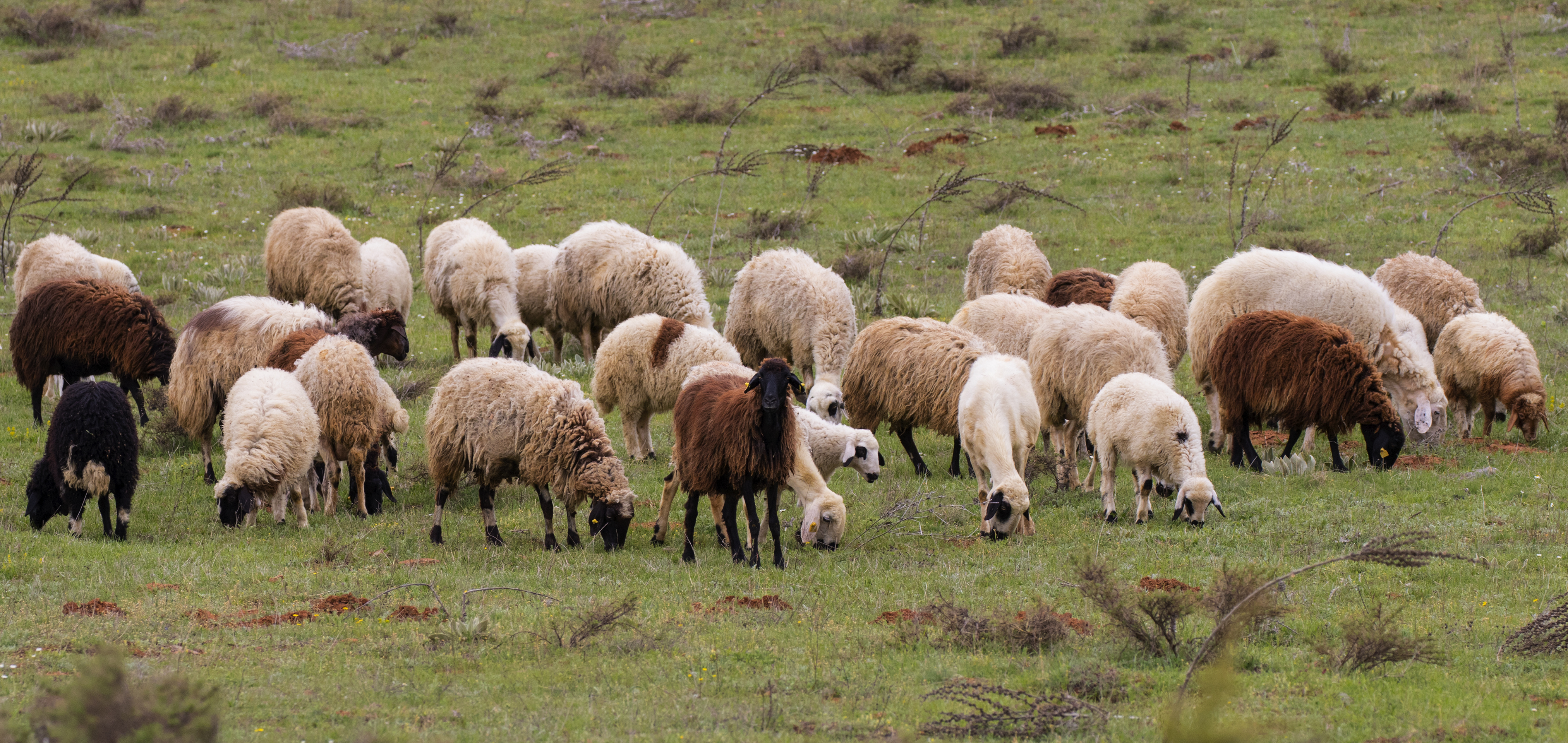
Grey de ovejas.

Se conoce como grey (del latín, grex, gregis) al rebaño de ganado menor como el formado por ovejas, cabras, etc. 
La voz latina grex aunque cuando se encuentra sola se toma por rebaño de ganado menor, su significado es más general refiriéndose tanto al ganado mayor como al menor a diferencia de armentum que se refiere solo al mayor. Así lo encontramos en: 
- Virgilio, en las Georgicas. Lanigeros agitare greges, por el ganado menor u ovejas
- Ovidio, en Las Metamorfosis. Mille greges illi totidemque armenta per berbas
- Cicerón, Philippicae. Caedis greges armentorum

En español, si es ganado menor lo solemos llamar rebaño o manada y si se trata de ganado mayor se suele especificar como vacada, torada, yeguada, etc. 